# Paulus Roiha
Paulus Roiha, est un footballeur finlandais né le 3 septembre 1980 à Espoo.

## Palmarès

### En club
HJK Helsinki
- Championnat de Finlande
  - Champion (1) : 2009
- Coupe de Finlande
  - Vainqueur (2) : 2000, 2008

 FC Utrecht
- Coupe des Pays-Bas
  - Vainqueur (1) : 2003

### Distinctions personnelles
- Meilleur buteur du championnat de Finlande en 2001.